# سیارا رنه
سیارا رنه (به انگلیسی: Ciara Renée) (زاده ۱۹ اکتبر ۱۹۹۰)، یک بازیگر، خواننده، نوازنده و آمریکایی اهل هریسبورگ، پنسیلوانیا است. او بیشتر برای نقش کندرا ساندرز / هاوک گرل در سری مجموعهٔ افسانه‌های فردا، (یک اسپین آف از سریال پیکان و فلش) شناخته شده‌است.

## فیلم‌ها
تئاتر

| سال  | عنوان               | نقش          |
| ---- | ------------------- | ------------ |
| ۲۰۱۳ | ماهی بزرگ           | جادوگر       |
| ۲۰۱۴ | پیپین               | بازیکن پیشرو |
| ۲۰۱۴ | گوژپشت نوتردام      | اسمیرالدا    |
| ۲۰۱۶ | تیک تاک… بوم!       | سوزان        |
| ۲۰۱۷ | سوپراستار عیسی مسیح | مریم مجدلیه  |
| ۲۰۲۰ | منجمد               | السا         |

سریال‌ها

| سال     | عنوان                           | نقش                    | اپیزود                      |
| ------- | ------------------------------- | ---------------------- | --------------------------- |
| ۲۰۱۴    | قانون و نظم: واحد قربانیان ویژه | سِنورا پِرِز              | اپیزود: "Girls Disappeared" |
| ۲۰۱۵    | فلش                             | کندرا ساندرز/ هاوک گرل | ۴ اپیزود                    |
| ۲۰۱۵    | پیکان                           | کندرا ساندرز/ هاوک گرل | ۱ اپیزود                    |
| از ۲۰۱۶ | افسانه‌های فردا                  | کندرا ساندرز/ هاوک گرل | شخصیت اصلی                  |